# Urkunde von 1074 für Worms

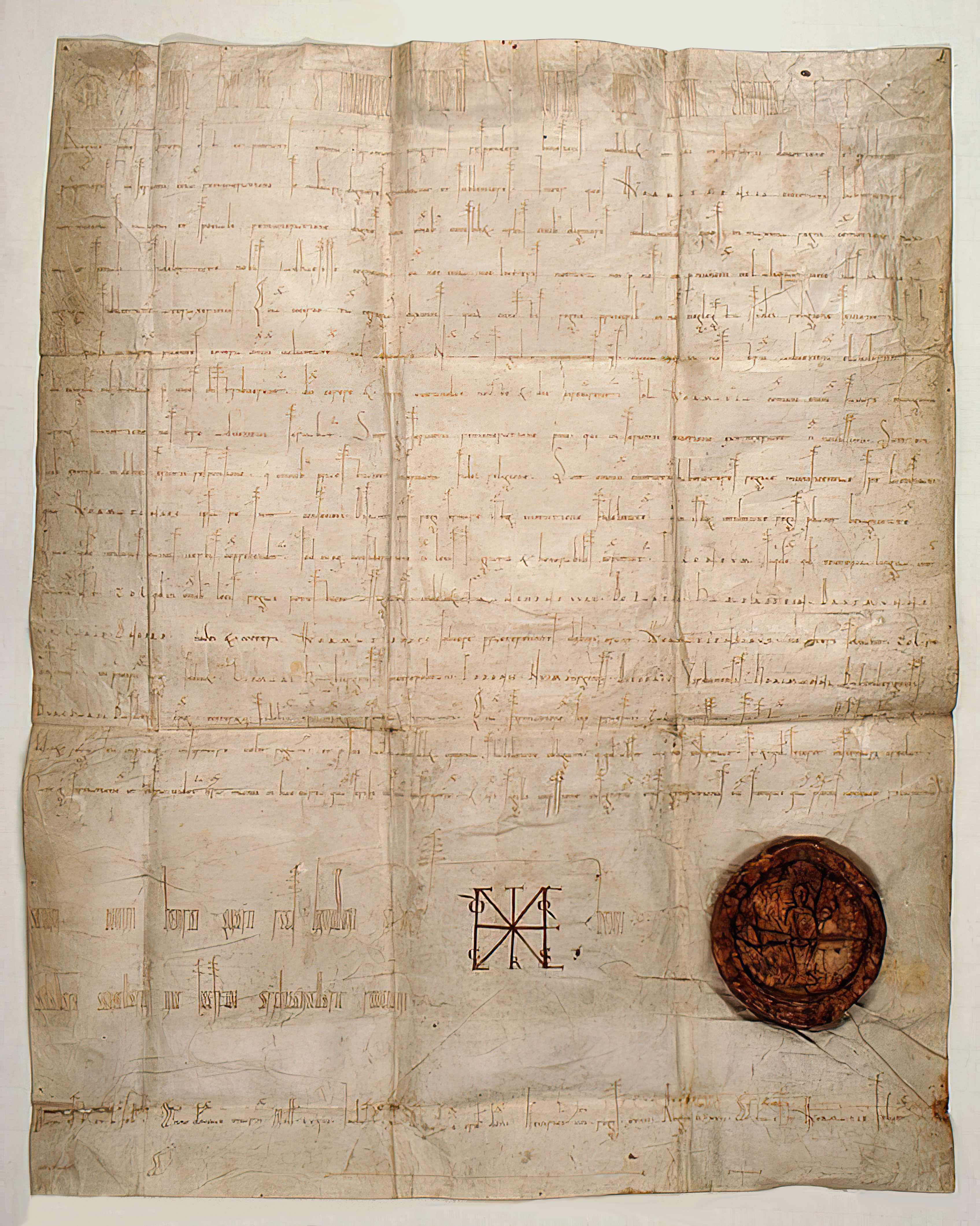
Urkunde vom 18. Januar 1074

Die Urkunde von 1074 für Worms ist die älteste erhaltene deutsche Königs-Urkunde für die Einwohner einer Stadt. König Heinrich IV. stellte sie für Worms aus. Datiert ist sie auf den 18. Januar 1074. Die Urkunde wird deshalb als ältestes Zeugnis entstehender kommunaler Selbstverwaltung gewertet.

## Vorgeschichte

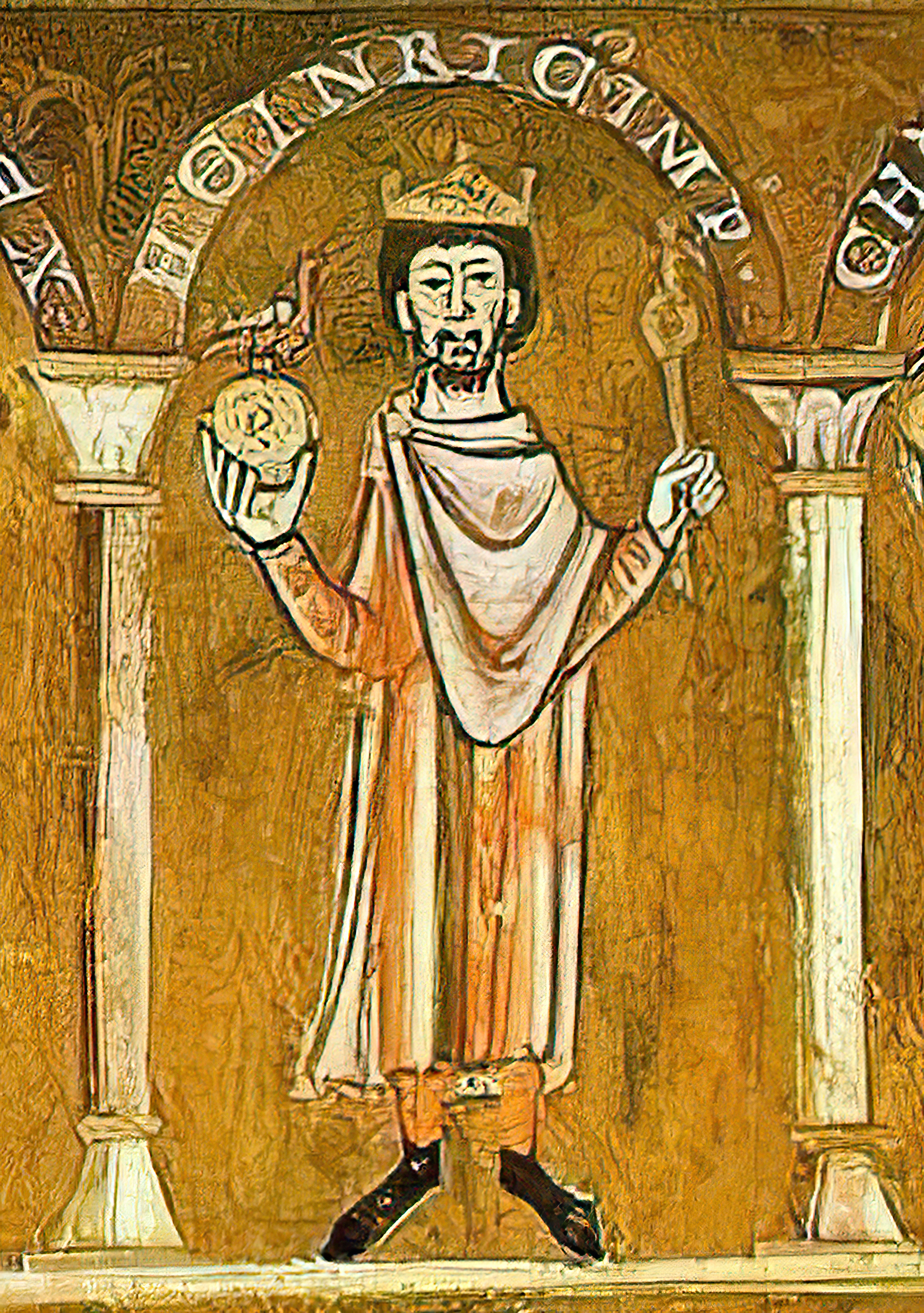
Heinrich IV. im Evangeliar von Sankt Emmeram

Der Beginn des Sachsenkrieges im Sommer 1073 endete für König Heinrich IV. in einem Desaster: Er musste auf die Harzburg fliehen, wo ihn die sächsischen Aufständischen unter der Führung von Otto von Northeim und Bischof Burchard von Halberstadt belagerten. In der Nacht auf den 10. August 1073 konnte Heinrich mitsamt den Reichsinsignien aus der belagerten Burg entkommen. Er fand kaum noch Unterstützung bei den Fürsten des Reiches. Über Eschwege und Hersfeld floh er zunächst nach Würzburg, wo er bis Anfang November 1073 blieb. Von hier begab er sich an den Oberrhein, wo die Stammlande seiner Familie lagen. Der zeitgenössische Chronist Lampert von Hersfeld berichtet, dass der König zunächst bis Ladenburg gelangt sei, etwa 35 km von Worms entfernt, wo er schwer erkrankte. Ladenburg gehörte zum Einflussbereich des Bischofs von Worms, Adalbert II., eines Gegners des Königs. Ein anderer Gegner des Königs war Siegfried I., der Erzbischof von Mainz. Die Gegner des Königs planten zu diesem Zeitpunkt die Wahl Rudolfs von Rheinfelden als Gegenkönig.
In dieser Situation „putschten“ die Einwohner von Worms – Ende November oder Anfang Dezember 1073 – gegen ihren Stadtherrn, Bischof Adalbert von Worms, der floh, und vertrieben dessen Militär. Es ist das früheste Zeugnis, dass die Einwohner einer Stadt als selbstorganisierter militärischer Verband auf- und gegen ihren Stadtherren antraten. Ob es sich dabei um eine Schwurgemeinschaft der Bewohner von Worms handelte, belegen die Quellen nicht, auch wenn das gelegentlich behauptet wird. Die Einwohner von Worms boten dem König an, ihm in der stark befestigten Stadt Schutz zu gewähren. Zur Reihenfolge der Ereignisse stellt das die Urkunde von 1074 so dar, dass der König sich an die Großen des Reiches um Unterstützung gewandt habe, nicht aber an die Einwohner von Worms. Dass diese vielmehr von sich aus in Treue zum König gehandelt hätten, weil der Bischof gegen den König rebelliert habe. Zu dem Konfliktpotential zwischen dem Bischof als Stadtherren von Worms und seinen Untertanen dort schweigen die Quellen fast vollständig. Bei Lampert von Hersfeld heißt es dazu, dass die Wormser „ihren Bischof, als er sich allzu übermütig benahm, aus der Stadt vertrieben“. Der wieder gesundete König erhielt jedenfalls einen festlichen Empfang in der Stadt und übernahm faktisch die Stadtherrschaft. Ein Bischof sollte für etwa ein halbes Jahrhundert – mit einem kurzen Zwischenspiel – nicht nach Worms zurückkehren. Die Situation des Königs in Worms war prekär: „Er lebte dort durchaus nicht so, wie es der königlichen Würde entsprochen hätte. […] Es befanden sich jedoch einige Fürsten bei ihm, aber sie waren nicht, wie sonst üblich, mit pomphafter Dienerschar und großem Gefolge von Kriegern und Schreibern, sondern nur mit ein paar Begleitern und fast wie Privatleute gekleidet zu Besuch gekommen, um nicht des offenkundigen Abfalls beschuldigt zu werden, wenn sie sich weigerten, auf eine Vorladung hin [nicht] zu Hofe zu kommen.“
Dass die Einwohner – einschließlich der Juden – bewaffnet waren, stellt keine Überraschung dar, denn die Verteidigung der Stadtbefestigung von Worms oblag auch ihnen. Ob es in der ständisch organisierten Gesellschaft des Mittelalters problematisch war, dass hier der König mit Stadtbewohnern unter Umgehung des adeligen Stadtherren agierte, ist kaum zu beantworten. Zumindest ließ die akute Gefahr für seine Herrschaft den König solche Bedenken – so denn vorhanden – zurückstellen. Insgesamt zeichnete sich die Politik Heinrich IV. aber dadurch aus, dass er versuchte, an etablierten Eliten und Verfahren vorbei zu regieren, was oft Quelle von Konflikten war.
Bereits 1068 gewährte König Heinrich IV. – auf Ersuchen ihres Bischofs Burchard II. – einer Gemeinschaft von Kaufleuten in Halberstadt Rechte. Es ist die älteste erhaltene Königsurkunde überhaupt, die einem Kollektiv Handeltreibender ausgestellt wurde.

## Die Urkunde

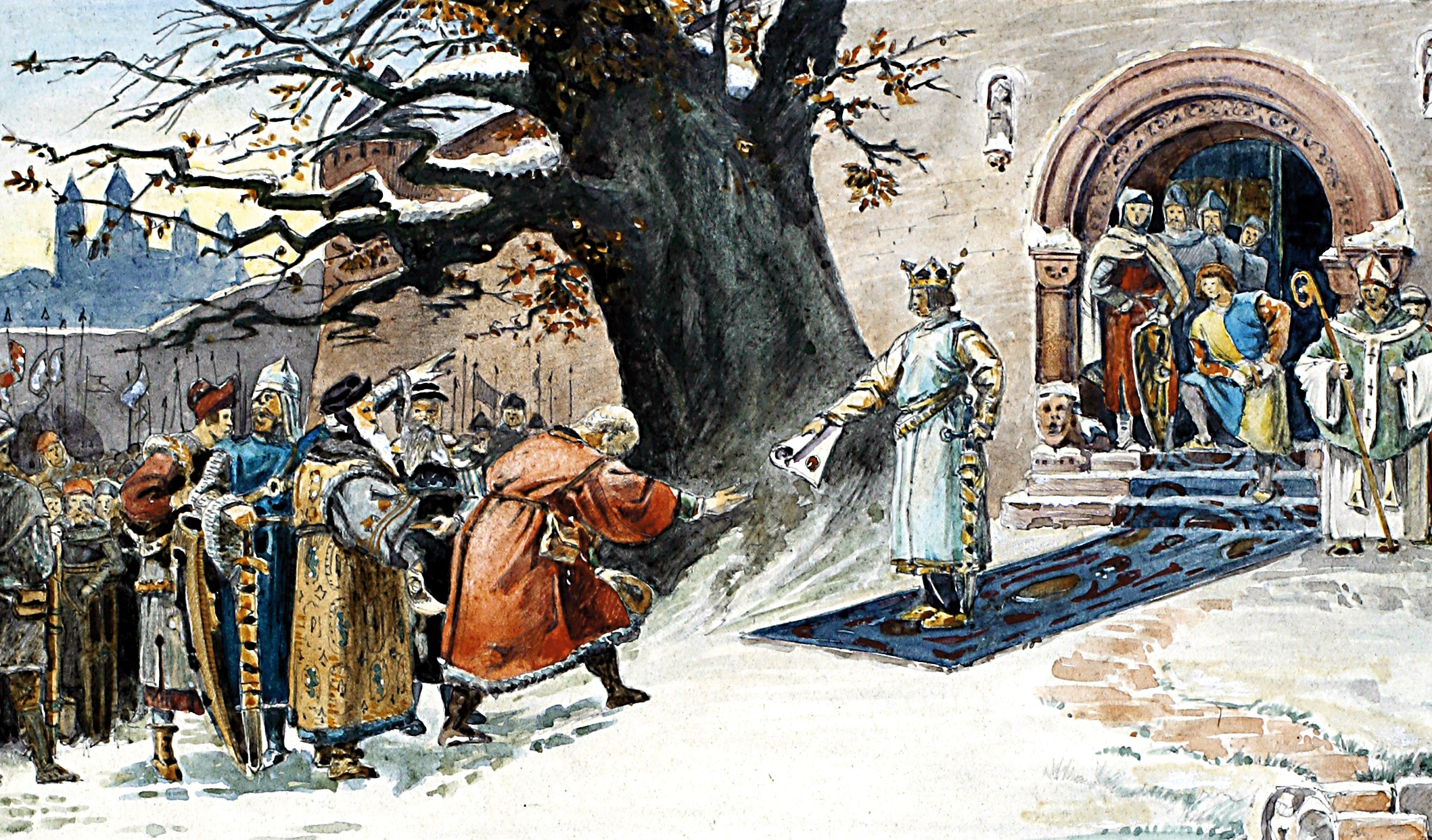
Darstellung der Urkundenübergabe auf der Ehrenbürger-Urkunde für Oberbürgermeister Wilhelm Küchler, 1898

Als Gegenleistung für die ihm erwiesene Treue stellt König Heinrich IV. unter dem 18. Januar 1074 eine Urkunde zugunsten der Wormser Fernhändler aus, die sie von Zöllen an einer Reihe von Orten befreit.

### Inhalt
Invocatio und Intitulatio
Der kurz gefasste Einleitungssatz entspricht dem Üblichen und verweist auf Heinrich IV. als Aussteller der Urkunde.
Arenga und Narratio
Der geschilderte Kontext, in dem die Urkunde entstand, ist sehr ausführlich gehalten. Die hohe Bedeutung der Hilfe, die die Wormser dem König in einer politisch extrem prekären Situation leisteten, wird ausführlich hervorgehoben. Die für den König politisch katastrophale Lage wird mit den Worten beschrieben, dass „sich die Städte sogar einzeln gegen unsere [des Königs] Ankunft verriegelten“. Einzig Worms habe sich, unter allgemeiner Begeisterung der Bürger, bewaffnet für den König offen gehalten. Die Hilfeleistung der Stadt Worms wird als vorbildlich für andere Städte herausgestellt, die „aufopfernde Leistung ihres Dienstes“, die „mit größter und besonderer Treue“ „sich gleichsam in den Tod stürzten und gegen den Willen aller an unserer [des Königs] Seite“ verblieben, womit sie „würdiger als alle Bürger jeder anderen Stadt“ seien. Zugleich stellt er die Wormser als vorbildlich auch für andere Städte dar, die er mit dem Text, einem politisch-programmatischen Manifest, auffordert, gegen ihre Stadtherren zu rebellieren, wenn diese sich gegen den König wenden.
Dispositio
Der König befreit die Wormser von königlichen Zöllen, insbesondere in Frankfurt am Main, Boppard, Hammerstein, Dortmund, Goslar und Angeren. Diese Gegenleistung des Königs für die ihm zuteil gewordene Hilfe spiegelt damit zugleich den Aktionsradius der begünstigten Wormser Kaufleute. Die Befreiung ist in mehrfacher Hinsicht außerordentlich: Es ist die erste überhaupt, die eine Stadtgemeinde begünstigt, und es war auch die erste neue Zollbefreiung, die seit 100 Jahren ausgestellt worden war und es blieb die letzte bis in frühstaufische Zeit.

### Adressaten
Die Adressaten der Urkunde werden an drei Stellen – jeweils mit unterschiedlichen Begriffen – angesprochen: habitores (Bewohner), cives (Bürger) und judei et coeteri Uvormatienses (Juden und die übrigen Wormser). Wer da auf Seiten und für „die Wormser“ auftrat, wer konkret Adressat der Urkunde war, bleibt im Dunkeln. Aus der Vorgeschichte der Urkunde aber wird klar, dass die Einwohnerschaft in der Lage war, sich unabhängig von ihrem Stadtherren und dem König autonom – auch wehrtechnisch – hoch effizient zu organisieren und dass es in Worms eine Gruppe jüdischer und christlicher Fernhändler gab, die – denn sie sind die erstrangigen Nutznießer des königlichen Privilegs – wohl an der Spitze dieser „bürgerlichen“ Bewegung standen. Erstmals sind hier die Einwohner einer Stadt Adressaten eines königlichen Privilegs, nicht der Stadtherr, und erstmals wird in einem solchen Zusammenhang der Begriff cives für die Einwohner einer Stadt verwendet. Mit einer einzigen Ausnahme wird unter Heinrich IV. der Begriff cives in der Folgezeit nur in Privilegien für italienische Städte verwandt, wo die Stadtkultur bei weitem fortgeschrittener war als in Deutschland. Die Urkunde bezeugt so den Beginn von etwas wirklich Neuem, das in einer städtischen Ratsverfassung mündet, die in Worms dann Ende des 12. Jahrhunderts belegt ist. Wie die städtische Verfassung am Ende des 11. und im 12. Jahrhundert aussah, dazu liegen keine Zeugnisse vor. Die Bewahrung der Urkunde von 1074 und weiterer vier Herrscher-Urkunden aus der Zeit bis zum beginnenden 13. Jahrhundert in städtischem Besitz lässt ebenfalls darauf schließen, dass es auch in diesem Zeitraum eine Selbstorganisation der Bürger gegeben haben muss, die auch die Bewahrung dieser Urkunden dauerhaft sicherte und dass damit zumindest die rudimentäre Vorstufe einer institutionalisierten Stadtgemeinde bestand.
Nirgendwo festgehalten wird, ob die Tatsache, dass der König hier in einer Koalition mit Nicht-Adeligen zusammenarbeitete, Fragen des Rangs und der Ehre – hoch sensible Themen in der mittelalterlichen Gesellschaft – berührte, ob und wie das wahrgenommen oder problematisiert wurde.

### Zeugen

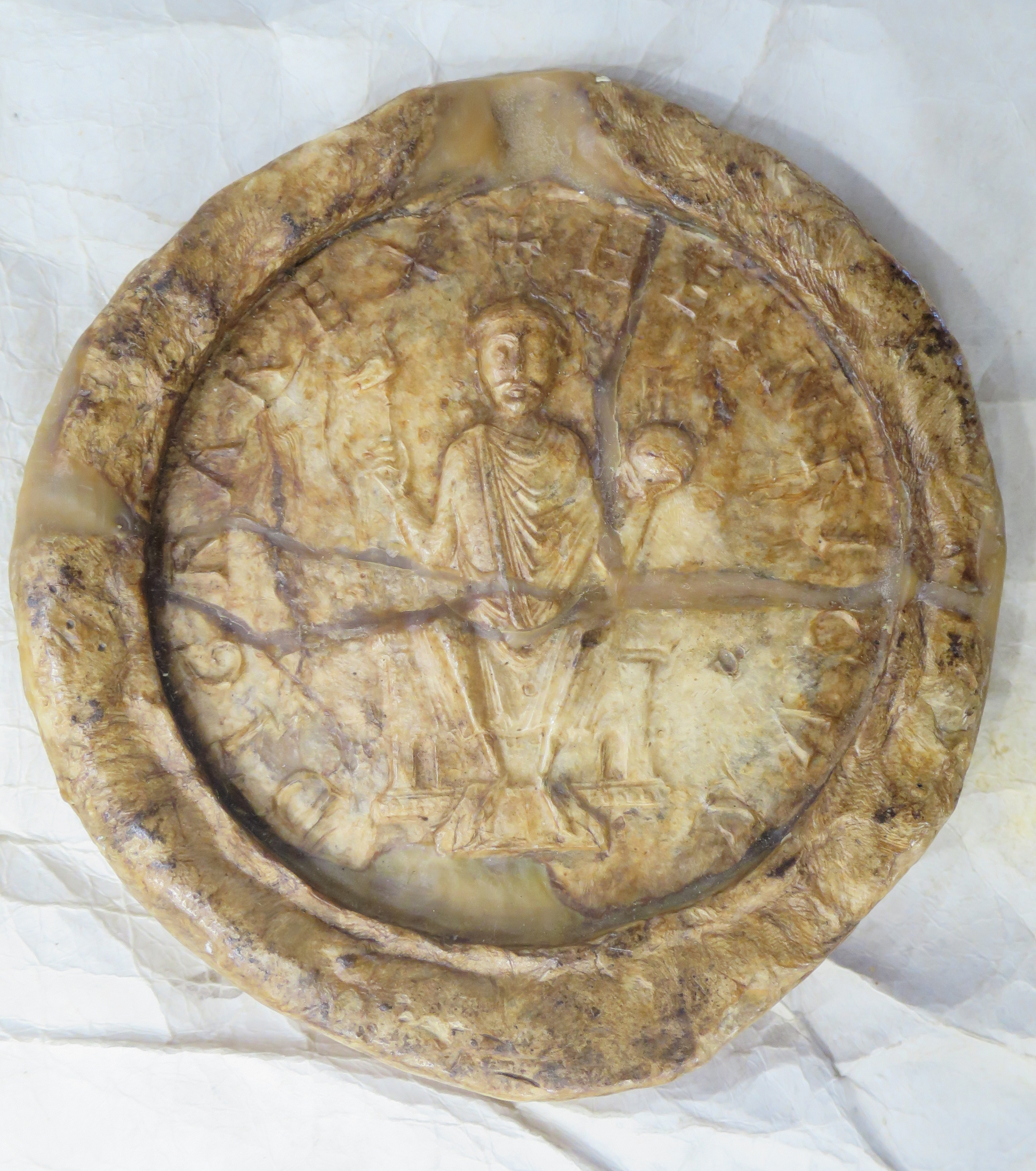
Siegel Heinrich IV.

Der geringe Umfang der Zeugenliste spiegelt die prekäre Situation Heinrich IV. an der Wende der Jahre 1073/74: Mit nur noch wenigen Anhängern hatte er sich nach Worms in Sicherheit bringen können. Als Zeugen nennt die Urkunde:
- Erzbischof Liemar von Bremen (Amtszeit: 1072 und 1101)
- Bischof Eberhard / Eppo von Naumburg (genannt zwischen 1045 und 1079)
- Bischof Dietrich von Verdun (Amtszeit: 1046 oder 1047–1089)
- Bischof Hermann von Bamberg (Bischof von 1065 bis 1075, † 1084)
- Bischof Burchard von Basel (um 1040–1107)

### Form

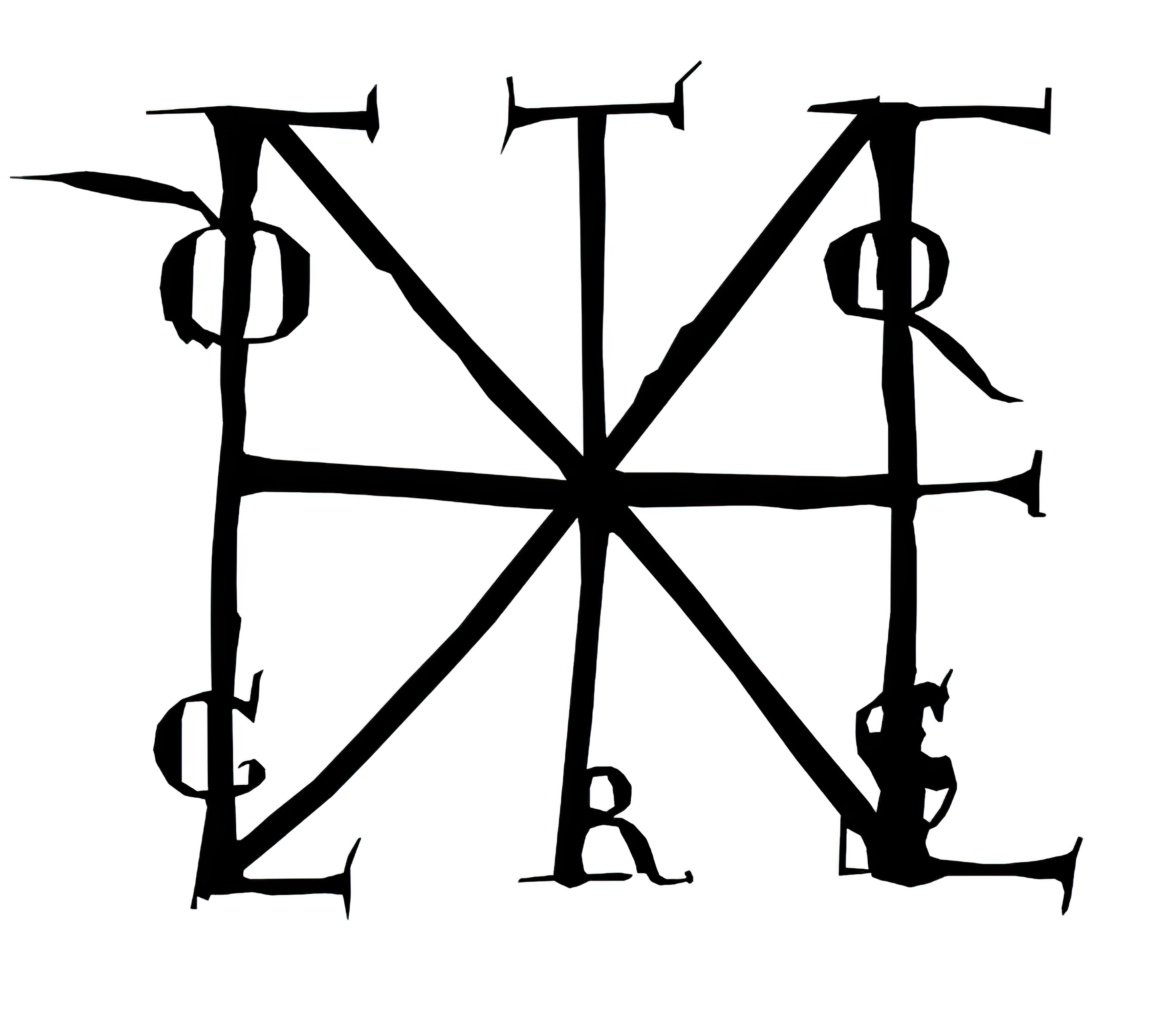
Handzeichen des Königs

Die Urkunde ist lateinisch abgefasst. Sie misst 72 bis 71,3 × 56,5 bis 56,8 cm. Die Kanzlei hat bei der Gestaltung der Urkunde ihr gesamtes damals zur Verfügung stehendes Spektrum für eine königliche Urkunde eingesetzt und sie sprachlich-stilistisch elegant gestaltet. Die Urkunde trägt das Handzeichen des Königs. Das Siegel ist erhalten. Verantwortlich für die Ausführung war der Kanzler Adalbero in Vertretung des Erzkanzlers Siegfried.

### Bestätigungen und Geltung
Das Privileg Heinrich IV. von 1074 wurde mehrfach durch Nachfolger bestätigt:
- 1112 durch Heinrich V.,[34] Adressaten sind nun die „Wormser Bürger“ (Warmacienses cives). Zu den von Zollzahlung befreiten Städten tritt Nürnberg hinzu.[35]
- 1184 durch Friedrich I., „Barbarossa“,[36] neu hinzu treten Zollbefreiungen in Nijmegen und Duisburg.[37]
- 1208 durch Otto IV.,[38] hinzu tritt die Zollbefreiung in Kaiserwerth.[39]
- 1355 durch Karl IV.,[40] hinzu tritt Zollfreiheit in Oppenheim.[41]

Sowohl in Nürnberg als auch in Frankfurt blieb die Abgabenbefreiung für Wormser Kaufleute auch in der Frühen Neuzeit geltendes Recht, in Frankfurt sogar bis zum Ende des Alten Reiches.

## Rezeption

### Judei et coeteri Uvormatienses

„Die Juden und die übrigen Wormser“

Die Formulierung „die Juden und die übrigen Wormser“ ist so ungewöhnlich nicht. So heißt es etwa in der Raffelstettener Zollordnung (von 903/905): „Mercatores, id est Judei et ceteri mercatores …“. Die Formulierung „die Juden und die übrigen Wormser“ hat aber in einem antisemitischen Umfeld zu erheblichen Irritationen geführt. Das reichte hin bis zu der dem „Morgenstern-Syndrom“ geschuldeten Feststellung, dass die Urkunde an dieser Stelle „verunechtet“ (gefälscht) worden sei, so auch 1941 der Herausgeber der Publikation Monumenta Germaniae Historica (MGH), Dietrich von Gladiß. Er traf diese Feststellung außer in der Edition der MGH auch noch in einem separat veröffentlichten Aufsatz und ging davon aus, dass hier etwas ausradiert worden sei, um die Worte einfügen zu können, die mit anderer Tinte geschrieben sind. Schon Friedrich Maria Illert hatte den physischen Zustand der Urkunde untersuchen lassen: Eine Radierung an der entsprechenden Stelle liegt nicht vor. Erst Alfred Gawlik korrigierte 1970 den Missgriff von 1941 in seiner Dissertation und dann erneut bei Herausgabe des Neudrucks des entsprechenden Bandes der MGH von 1978. Die abweichende Tinte und die Worte wurden nachträglich auf einer freigelassenen Stelle auf dem Pergament eingetragen, allerdings vom gleichen Schreiber, mit der gleichen, abweichenden Tinte wie das Handzeichen des Königs, damit wohl im Zusammenhang der Ausstellung der Urkunde und im Sinne des sie ausstellenden Königs. Echtheit und Originalität der Formel „Judei et coeteri Uvormatienses“ gelten heute als gesichert. Allerdings wird bis in jüngste Zeit die Fälschungs-Theorie weiter tradiert.

### Kölner Osteraufstand
Etwa drei Monate nach den Ereignissen in Worms kam es vom 21. bis 26. April 1074 in Köln, in einer ähnlichen Konstellation zwischen Einwohnern und erzbischöflichem Ortsherren, zu einem Aufstand der Kaufleute gegen Erzbischof Anno II. Der Versuch der Kaufleute, den Erzbischof aus der Stadt zu vertreiben und den König als neuen Stadtherren zu installieren, scheiterte hier aber daran, dass es dem aus der Stadt vertriebenen Erzbischof gelang, innerhalb weniger Tage im Umland eine große Zahl Bewaffneter um sich zu scharen und die Stadt wieder einzunehmen. Etwa 600 „reiche Kaufleute“ flohen. Die Stadt soll anschließend verödet gewesen sein. Hauptquelle für das Ereignis ist wieder die Chronik des Lampert von Hersfeld, der auch berichtet, dass die Kölner sich bei ihrem Vorgehen explizit auf das Beispiel der Wormser bezogen.

### Erinnerungsorte in Worms

Szene vom 18. Januar 1074 von Gerhard Pallasch im Rathaus von Worms

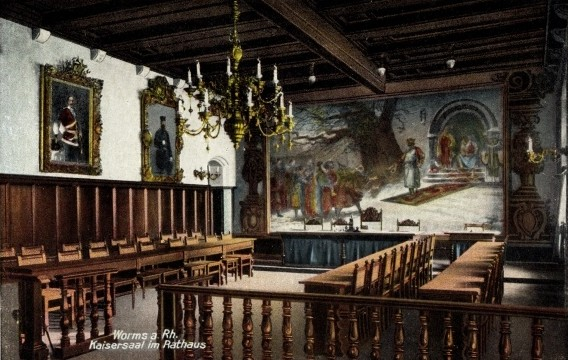
Im Zweiten Weltkrieg zerstörtes Gemälde von Hermann Prell von 1883: König Heinrich IV. übergibt die Urkunde von 1074 an die Bürger von Worms

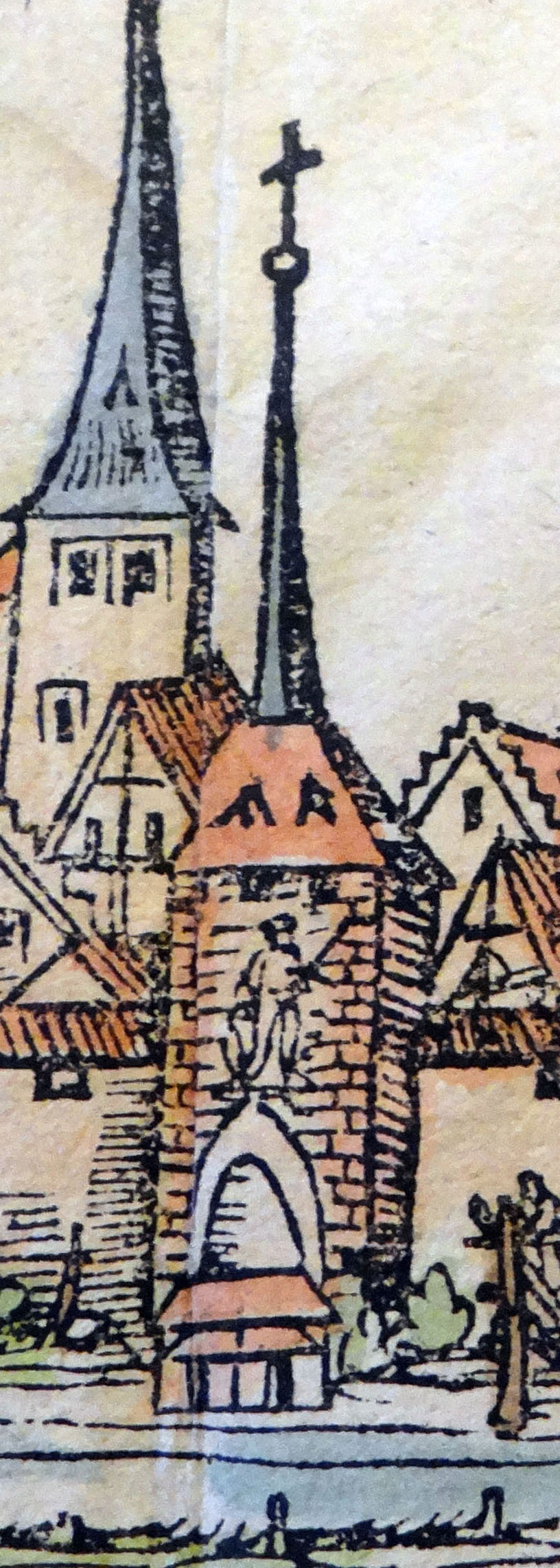
Mayfels mit angedeutetem Bildnis Heinrich IV.

Am alten rheinseitigen Stadttor des inneren Mauerrings um Worms, dem Mayfels, der wohl in der Stauferzeit entstand – hier waren die für diese Zeit typischen Buckelquader verbaut – befand sich an der dem Fluss zugewandten Außenseite schriftlicher Überlieferung nach am Ende des 15. Jahrhunderts ein Bild Kaiser Heinrichs IV. mit begleitendem Text: DIVO HENRICO IV. ROM. REGI AUGUSTO VANGIONES IMMORTALES LAUDES DEBERE NULLO AEVO NEGABUNT (Die Wormser werden zu keiner Zeit leugnen, dem verewigten Heinrich IV., Römischen König und Augustus [= Kaiser] unaufhörlich Lobpreisung schuldig zu sein), das auf das Ereignis von 1074 hinwies. Wann das Bild entstand, ist unbekannt.
1883 schuf Hermann Prell (1854–1922) für den Ratssaal im neuen Wormser Rathaus ein monumentales Fresko, das die Übergabe der Urkunde durch den König an die Bürger der Stadt 1074 zum Thema hatte. Das Fresko wurde zusammen mit dem Gebäude im Zweiten Weltkrieg bei einem Luftangriff am 21. Februar 1945 zerstört.
Beim Wiederaufbau nach dem Krieg erhielt der Rathausneubau eine Reminiszenz an das untergegangene Gemälde: Eine Wand des repräsentativen Treppenaufgangs zum zweiten Obergeschoss trägt ein Sgraffito des Künstlers Gerhard Pallasch (1923–1995) mit dem gleichen Thema: König Heinrich IV. übergibt die Urkunde von 1074 an die Bürger der Stadt.

### Stadtgeschichtliche Forschung
Da es sich um die älteste erhaltene Königs-Urkunde handelt, die für Einwohner einer Stadt ausgestellt wurde, wird sie als wichtiges Zeugnis entstehenden Bürgerbewusstseins und Kommunaler Selbstverwaltung wahrgenommen. Dabei werden drei Punkte hervorgehoben, in denen sie sich gegenüber vorangegangenen Privilegien unterscheidet:
1. Die Konkretisierung der Zollfreiheit auf bestimmte Zollstätten, statt der Wahl einer allgemeinen Formulierung, wie bis dahin üblich.
2. Die Adressierung an die Einwohner insgesamt („Juden und die übrigen Wormser“) und nicht an den Stadtherren.
3. Die Aufforderung zu direkter politischer und militärischer Treue der Einwohner gegenüber dem König unter Umgehung des Ortsherren.

## Wissenswert
- Die Urkunde ist das älteste erhaltene Original im Stadtarchiv Worms[60] und damit zugleich ein Denkmal beginnender kommunaler Schriftlichkeit in Deutschland und dem Beginn kommunaler archivischer Tradition.[61]
- Die Urkunde enthält die älteste erhaltene Erwähnung der jüdischen Einwohnerschaft in Worms in einem nicht-jüdischen Dokument.[62]
- Erstmals wird in der Urkunde der deutschsprachige Begriff „zol“ (Zoll) verwendet.[63]
- Mehrfach wurde die Urkunde auf überregionalen Ausstellungen gezeigt, so 1992 in Das Reich der Salier 1024–1125 im Historischen Museum der Pfalz in Speyer,[64] in der Ausstellung Canossa 1077 – Erschütterung der Welt im LWL-Museum in der Kaiserpfalz, im Erzbischöflichen Diözesanmuseum Paderborn und in der Städtischen Galerie am Abdinghof in Paderborn 2006[65] sowie in der Ausstellung Die Kaiser und die Säulen ihrer Macht im Landesmuseum Mainz (2020/21).[66]
- Ein Faksimile der Urkunde ist ständig in der Ausstellung des Jüdischen Museums Worms im Raschi-Haus zu sehen.

### Editionen
Nach Erscheinungsjahr geordnet
- Johann Friedrich Moritz, verschiedener Reichs-Fürsten und Ständen Hof-Rath und Resident: Historisch-Diplomatische Abhandlung vom Ursprung derer Reichs-Stätte insonderheit von der allezeit unmittelbaren und weder unter Herzoglich- und Gräflich- noch unter Bischöfflich-weltlicher Jurisdiction jemahls gestandenen Freyen Reichs-Statt Worms, denen offenbaren Irrthümern und Zudringlichkeiten des Schannats in seiner Bischöfflich-Wormsischen Historie entgegen gestellet. Franckfurt und Leipzig 1756, Anhang, S. 139, Nr. 1.
- Heinrich Boos: Urkundenbuch der Stadt Worms 1, S. 47–49, Nr. 56.
- Heinrich Boos: Geschichte der rheinischen Städtekultur von ihren Anfängen bis zur Gegenwart mit besonderer Berücksichtigung der Stadt Worms, Bd. 1. J. A. Stargardt, Berlin 1897, S. 326–328 (erste Veröffentlichung in deutschsprachiger Übersetzung).
- Dietrich von Gladiß und Alfred Gawlik (Hg.): Die Urkunden Heinrichs IV. (Heinrici IV. Diplomata). Band 6.1 [überarbeiteter Neudruck der Ausgabe von 1941]. Hahn, Hannover 1978. ISBN 978-3-447-17119-9
- Bernd-Ulrich Hergemöller (Hg.): Quellen zur Verfassungsgeschichte der deutschen Stadt im Mittelalter. Wissenschaftliche Buchgesellschaft, Darmstadt 2000. ISBN 978-3-534-70215-2, Nr. 16, S. 100–104.
- Irmgard Fees, Francesco Roberg (Hg.): Die ältesten Urkunden aus dem Stadtarchiv Worms (1074–1255). Eudora-Verlag, Leipzig 2006. [Tafelwerk] ISBN 978-3-938533-04-8, Taf. 1a+b.
- „… würdiger als alle Bürger irgendeiner Stadt“. 950 Jahre Urkunde König Heinrichs IV. für Worms 1074–2024, lateinisch und deutsch (Übersetzung: Burkhard Keilmann)
  - [Monografie], Wernersche Verlagsgesellschaft, Worms 2023. ISBN 978-3-88462-414-2, S. 11–13.
  - Der Wormsgau 38 (2022/2023), S. 16–18.
  - PDF (2023), S. 11–13.

### Sekundärliteratur
Alphabetisch geordnet
- Gerold Bönnen: Bürgergemeinden und Städte am Rhein (ca. 1070–1200). In: Bernd Schneidmüller und Generaldirektion Kulturelles Erbe Rheinland-Pfalz (Hg.): Die Kaiser und die Säulen ihrer Macht. Theiss, Darmstadt 2020, ISBN 978-3-8062-4174-7, S. 297–301.
- Gerold Bönnen: Urkunde Heinrich V. für die Stadt Worms. In: Christoph Stiegemann (Hg.): Canossa 1077 – Erschütterung der Welt. Geschichte, Kunst und Kultur am Aufgang der Romanik, 2. Bd. Hirmer, München 2006, ISBN 978-3-7774-2905-2, S. 208.
- Gerold Bönnen: „… würdiger als alle Bürger irgendeiner Stadt“. 950 Jahre Urkunde König Heinrichs IV. für Worms 1074–2024.[Anm. 7]
  - Wernersche Verlagsgesellschaft, Worms 2023. ISBN 978-3-88462-414-2 (Monografie).
  - Der Wormsgau 38 (2022/2023), S. 9–81 (Zeitschriftenbeitrag).
- Manfred Groten: Die deutsche Stadt im Mittelalter. Reclam, Stuttgart 2013, ISBN 978-3-15-019066-1.
- Lampert von Hersfeld: Annalen (= Rudolf Bucher (Hg.), Adolf Schmidt, Dietrich Fritz: Ausgewählte Quellen zur deutschen Geschichte des Mittelalters. Band 13). Wissenschaftliche Buchgesellschaft, Darmstadt 1957, ND 1973, ISBN 3-534-00176-1.
- Eugen Täubler: Die Zollbefreiung von Juden bis zur Vollendung der allgemeinen Kammerknechtschaft. In: Mitteilungen des Gesamtarchivs der deutschen Juden. Band 5 (1914), S. 127–142 (Digitalisat).